# Jiangzhai

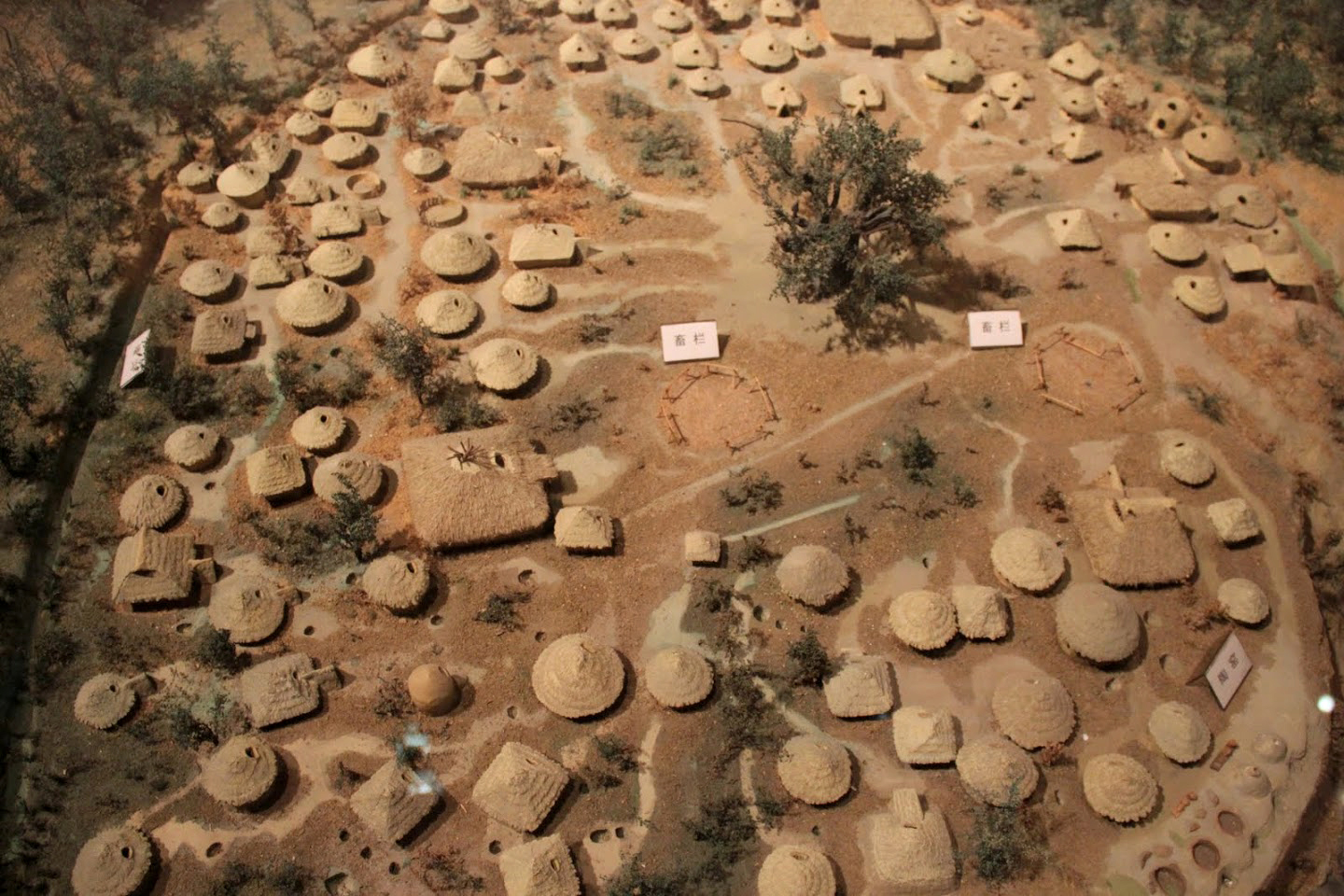
Rekonstruiertes Modell der Siedlung

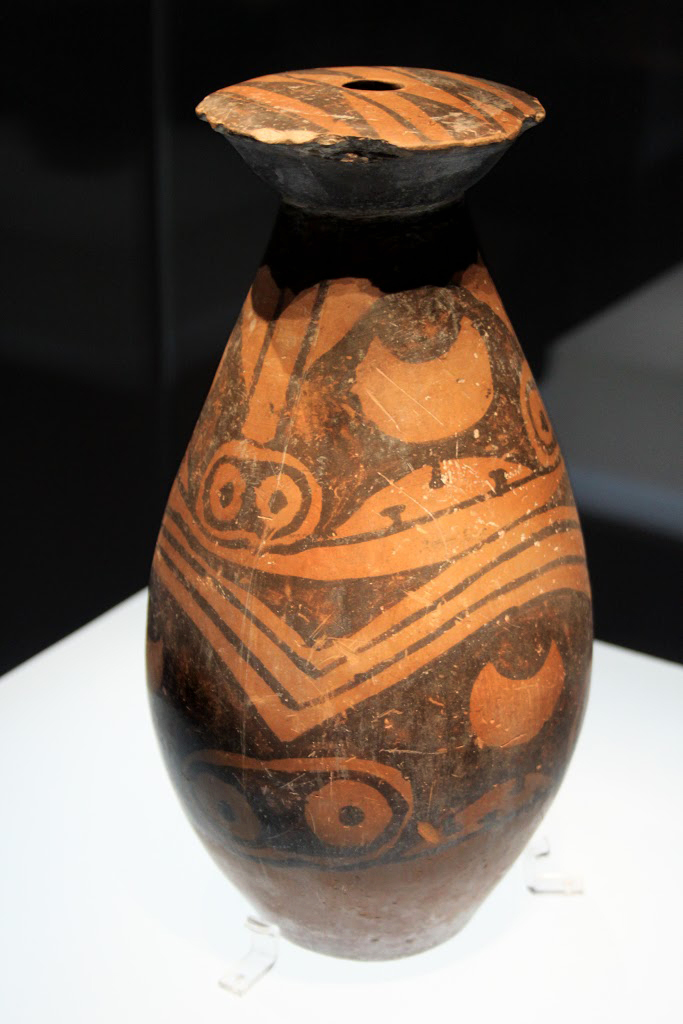
Shijia-Gefäß der Yangshao-Kultur, gefunden in Jiangzhai

Die Jiangzhai-Stätte (chinesisch 姜寨遗址, Pinyin Jiāngzhài yízhǐ, englisch Jiangzhai Site) ist die Stätte einer neolithischen Siedlung der Yangshao-Kultur (des Banpo- und Miaodigou-Typs der Yangshao-Kultur) im Stadtbezirk Lintong von Xi’an in der chinesischen Provinz Shaanxi. Sie wird auf die Zeit 4600–4400 v. Chr. datiert und wurde von 1972 bis 1979 ausgegraben. Es wurden Wohnstätten, eine Keramikbrennofenstätte und Gräber entdeckt. Die Jiangzhai-Stätte (Jiangzhai yizhi) steht seit 1996 auf der Liste der Denkmäler der Volksrepublik China (4-20).